# حثل شحمي مكتسب متعمم
الحثل الشحمي المكتسب المتعمم (بالإنجليزية: Acquired generalized lipodystrophy) أو متلازمة لورنس (بالإنجليزية: Lawrence syndrome) أو متلازمة لورنس-سيب (بالإنجليزية: Lawrence–Seip syndrome) هو مرض جلدي نادر يظهر خلال فترة الطفولة أو المراهقة، ويتميز بفقدان الدهون من أجزاء كبيرة من الجسم خاصة الوجه والذراعين والرجلين.